# Архетип (філософія)
Архети́п (грец. άρχή (arche) — початок і грец. τυπος (typos) — тип, образ; прототип, проформа) — прообраз, початковий образ, ідея, первісна форма для наступних утворень. Це поняття, що походить від традиції платонізму і грає головну роль у «аналітичній психології», розробленої Юнґом, що вплинула на сучасну культурологію. У філософії Платона під архетипом розумівся осяжний розумом зразок, «ейдос», у схоластів — природний образ, відбитий у розумі, в Августина Блаженного — споконвічний образ, що лежить в основі людського пізнання.